# Магасіддга

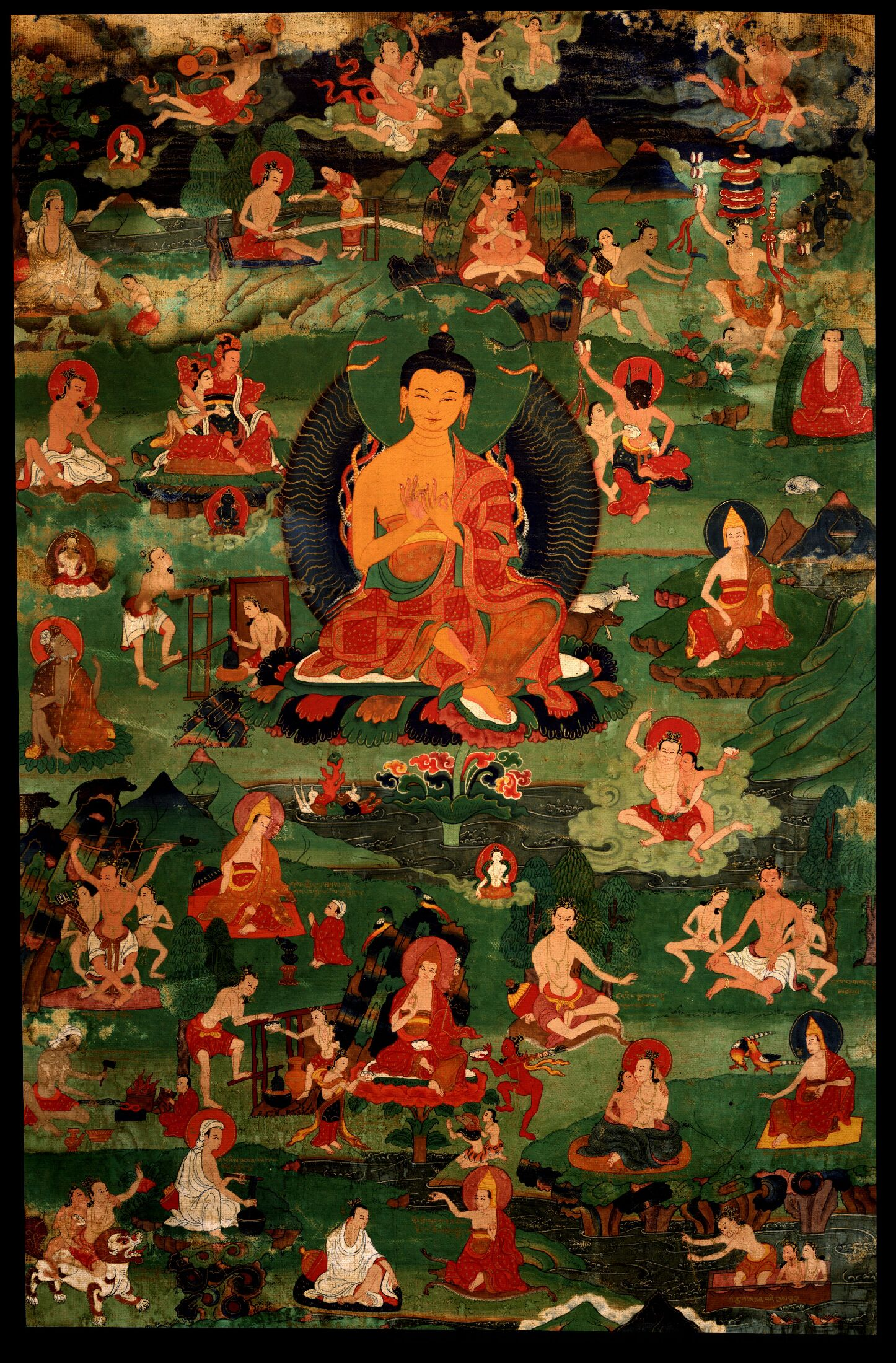
Нагарджуна з 30 із 84 магасіддґ

Мага-сі́ддга  («великий, що досяг мети», «великий досконалий») — в буддизмі ваджраяни напівміфічна особа, яка досягла досконалості шляхом логічної практики. Інша назва — йогі́н[джерело?].
Мага-сіддгам приписували надзвичайні можливості — пророчий дар, телепатія, левітація. Могли творити чудеса — воскрешати померлих, лікувати хворих, швидко долати великі відстані, затримувати дихання і биття серця на тривалий час. Вважається, що магасіддг було 84. Серед них найвідомішими є:
- Нагарджуна
- Тілопа
- Наропа
- Сараха
- Індрабгуті

Перекази про їхнє життя справили вплив на розвиток східноазійського буддизму.